# BMW・Z8
Z8（ズィー・エイト、ツェット・アハト）は、ドイツの自動車メーカーBMWが2000年から2003年まで製造・販売していたオープンカー（ロードスター）である。コードネーム（モデルコード）は、E52。

## 概要
コンセプトモデル「Z07」の量産型として1999年に発表、日本では2000年5月に発売された。アメリカでの価格は12万8,000ドル、日本での価格は1,660万円（最終モデル）。
1956年から1959年まで生産されていた507をモチーフとし、南カリフォルニアのデザインセンターにおいてデザインされた。アストンマーティン・DB9やヴァンテージのデザインを手がけ、後に電気自動車（EV）メーカーを立ち上げたヘンリック・フィスカーの出世作でもある。
シャシとボディはオールアルミニウム製。スペースフレームはディンゴルフィング工場で生産され、ミュンヘン工場で手作業で組み立てられた。V型8気筒エンジンはBMW Mが製造したもので、E39型M5に搭載されていたものと同一である。トランスミッションは6速MTで、左ハンドル仕様のみの設定である。生産台数は5,703台で、約半数がアメリカ合衆国に輸出された。
2003年、アルピナによるアルピナ・ロードスターV8が発売され、555台が生産された。MT車のみの通常モデルに対し、5速ATのみに変更された。大部分がアメリカで販売された。

## その他
- 1999年公開の映画『007 ワールド・イズ・ノット・イナフ』にてボンドカーとして使用された[1]。また、ガービッジによる同作主題歌のミュージックビデオにも登場している。